# نوسان‌ساز فرکانس متغیر

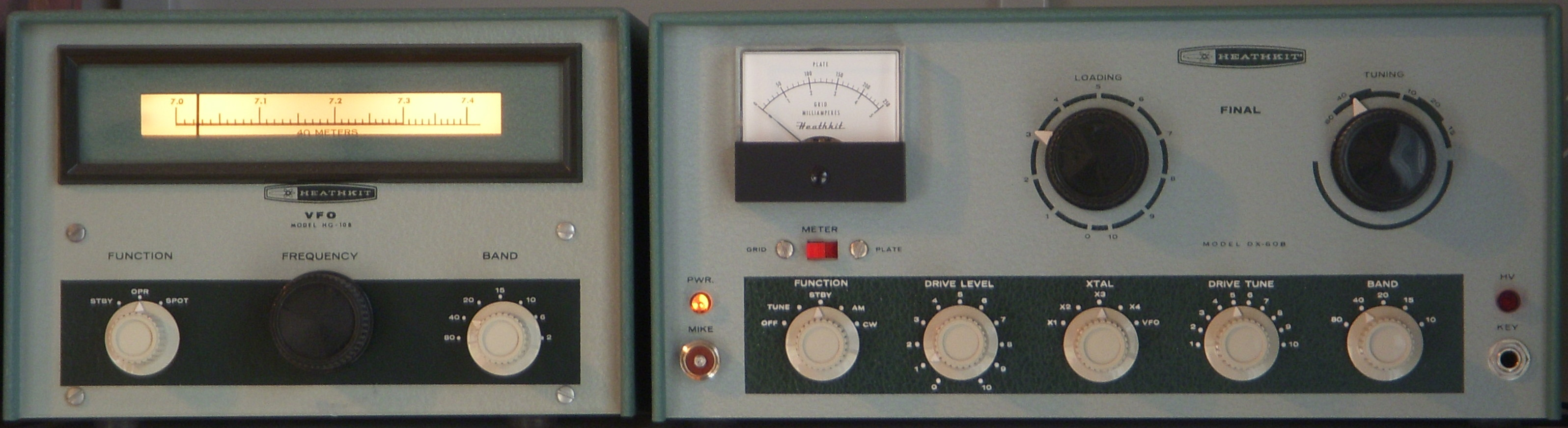
فرستنده رادیویی آماتور هیتکِت در حدود سال ۱۹۶۹، با وی‌اف‌او بیرونی

یک نوسان‌ساز فرکانس متغیر (VFO) در الکترونیک نوسان‌سازی است که فرکانس آن را می‌توان در محدوده ای تنظیم کرد (یعنی متغیر). این یک جزء ضروری در هر فرستنده یا گیرنده رادیویی قابل‌تنظیم است که براساس اصل سوپرهترودین کار می‌کند و فرکانس تنظیم دستگاه را کنترل می‌کند.

## انواع
دو نوع اصلی وی‌اف‌او در حال استفاده وجود دارد: آنالوگ و دیجیتال.

### وی‌اف‌اوهای آنالوگ
یک وی‌اف‌او آنالوگ یک نوسان‌ساز الکترونیکی است که مقدار حداقل یکی از اجزای غیرفعال آن تحت کنترل کاربر قابل‌تنظیم است تا فرکانس خروجی آن تغییر کند. جزء غیرفعال که مقدار آن قابل‌تنظیم است معمولاً یک خازن است، اما می‌تواند یک سلف متغیر باشد.

### وی‌اف‌اوهای دیجیتال
گیرنده‌ها و فرستنده‌های رادیویی نوین معمولاً از نوعی ترکیب فرکانس دیجیتال برای تولید سیگنال وی‌اف‌او خود استفاده می‌کنند. از مزایا آن می‌توان به طراحی‌های کوچکتر، عدم وجود قطعات متحرک، پایداری بالاتر نوسان‌سازهای مرجع فرکانس مجموعه، و سهولت در ذخیره‌سازی و دستکاری فرکانس‌های از پیش تعیین‌شده در کامپیوتر دیجیتالی که معمولاً در طرح تعبیه‌شده است، اشاره کرد.